# Sweet Lovin'
"Sweet Lovin'" is de tweede single van de Britse muzikant Sigala met vocalen van Bryn Christopher. Het kwam uit op 4 december 2015 als muziekdownload in het Verenigd Koninkrijk door Ministry of Sound. De single behaalde de nummer drie positie in Engeland en nummer zes in Ierland.

## Tracklijst
| Nr. | Titel                                            | Duur |
| --- | ------------------------------------------------ | ---- |
| 1.  | Sweet Lovin' (met Bryn Christopher (radio edit)) | 3:22 |

| Nr. | Titel                                 | Duur |
| --- | ------------------------------------- | ---- |
| 1.  | Sweet Lovin' (re-edit)                | 4:13 |
| 2.  | Sweet Lovin' (Brookes Brothers remix) | 3:46 |
| 3.  | Sweet Lovin' (Crookers remix)         | 5:43 |
| 4.  | Sweet Lovin' (Steve Smart remix)      | 4:21 |
| 5.  | Sweet Lovin' (extended mix)           | 4:57 |

## Hitnoteringen

### Nederlandse Top 40
| Hitnotering: 16-01-2016 t/m 12-03-2016 | Hitnotering: 16-01-2016 t/m 12-03-2016 | Hitnotering: 16-01-2016 t/m 12-03-2016 | Hitnotering: 16-01-2016 t/m 12-03-2016 | Hitnotering: 16-01-2016 t/m 12-03-2016 | Hitnotering: 16-01-2016 t/m 12-03-2016 | Hitnotering: 16-01-2016 t/m 12-03-2016 | Hitnotering: 16-01-2016 t/m 12-03-2016 | Hitnotering: 16-01-2016 t/m 12-03-2016 | Hitnotering: 16-01-2016 t/m 12-03-2016 | Hitnotering: 16-01-2016 t/m 12-03-2016 |
| Week:                                  | 1                                      | 2                                      | 3                                      | 4                                      | 5                                      | 6                                      | 7                                      | 8                                      | 9                                      |                                        |
| -------------------------------------- | -------------------------------------- | -------------------------------------- | -------------------------------------- | -------------------------------------- | -------------------------------------- | -------------------------------------- | -------------------------------------- | -------------------------------------- | -------------------------------------- | -------------------------------------- |
| Positie:                               | 26                                     | 23                                     | 23                                     | 24                                     | 28                                     | 30                                     | 36                                     | 37                                     | 37                                     | uit                                    |

### NederlandseSingle Top 100
| Hitnotering: 09-01-2016 t/m 16-04-2016 | Hitnotering: 09-01-2016 t/m 16-04-2016 | Hitnotering: 09-01-2016 t/m 16-04-2016 | Hitnotering: 09-01-2016 t/m 16-04-2016 | Hitnotering: 09-01-2016 t/m 16-04-2016 | Hitnotering: 09-01-2016 t/m 16-04-2016 | Hitnotering: 09-01-2016 t/m 16-04-2016 | Hitnotering: 09-01-2016 t/m 16-04-2016 | Hitnotering: 09-01-2016 t/m 16-04-2016 | Hitnotering: 09-01-2016 t/m 16-04-2016 | Hitnotering: 09-01-2016 t/m 16-04-2016 | Hitnotering: 09-01-2016 t/m 16-04-2016 | Hitnotering: 09-01-2016 t/m 16-04-2016 | Hitnotering: 09-01-2016 t/m 16-04-2016 | Hitnotering: 09-01-2016 t/m 16-04-2016 | Hitnotering: 09-01-2016 t/m 16-04-2016 | Hitnotering: 09-01-2016 t/m 16-04-2016 |
| Week:                                  | 1                                      | 2                                      | 3                                      | 4                                      | 5                                      | 6                                      | 7                                      | 8                                      | 9                                      | 10                                     | 11                                     | 12                                     | 13                                     | 14                                     | 15                                     |                                        |
| -------------------------------------- | -------------------------------------- | -------------------------------------- | -------------------------------------- | -------------------------------------- | -------------------------------------- | -------------------------------------- | -------------------------------------- | -------------------------------------- | -------------------------------------- | -------------------------------------- | -------------------------------------- | -------------------------------------- | -------------------------------------- | -------------------------------------- | -------------------------------------- | -------------------------------------- |
| Positie:                               | 97                                     | 73                                     | 51                                     | 49                                     | 44                                     | 49                                     | 52                                     | 51                                     | 56                                     | 54                                     | 57                                     | 68                                     | 83                                     | 94                                     | 98                                     | uit                                    |

### 3FM Mega Top 50
| Hitnotering: 09-01-2016 t/m 26-03-2016 | Hitnotering: 09-01-2016 t/m 26-03-2016 | Hitnotering: 09-01-2016 t/m 26-03-2016 | Hitnotering: 09-01-2016 t/m 26-03-2016 | Hitnotering: 09-01-2016 t/m 26-03-2016 | Hitnotering: 09-01-2016 t/m 26-03-2016 | Hitnotering: 09-01-2016 t/m 26-03-2016 | Hitnotering: 09-01-2016 t/m 26-03-2016 | Hitnotering: 09-01-2016 t/m 26-03-2016 | Hitnotering: 09-01-2016 t/m 26-03-2016 | Hitnotering: 09-01-2016 t/m 26-03-2016 | Hitnotering: 09-01-2016 t/m 26-03-2016 | Hitnotering: 09-01-2016 t/m 26-03-2016 | Hitnotering: 09-01-2016 t/m 26-03-2016 |
| Week:                                  | 1                                      | 2                                      | 3                                      | 4                                      | 5                                      | 6                                      | 7                                      | 8                                      | 9                                      | 10                                     | 11                                     | 12                                     |                                        |
| -------------------------------------- | -------------------------------------- | -------------------------------------- | -------------------------------------- | -------------------------------------- | -------------------------------------- | -------------------------------------- | -------------------------------------- | -------------------------------------- | -------------------------------------- | -------------------------------------- | -------------------------------------- | -------------------------------------- | -------------------------------------- |
| Positie:                               | 39                                     | 36                                     | 31                                     | 35                                     | 30                                     | 29                                     | 37                                     | 37                                     | 43                                     | 47                                     | 44                                     | 50                                     | uit                                    |

## Releasedata
| Land                | Releasedatum    | Formaat        | Label             |
| ------------------- | --------------- | -------------- | ----------------- |
| Ierland             | 4 december 2015 | Muziekdownload | Ministry of Sound |
| Verenigd Koninkrijk | 4 december 2015 | Muziekdownload | Ministry of Sound |